# Ponderirana aritmetička sredina
Ponderirana aritmetička sredina je statistički pokazatelj koji, za razliku od obične aritmetičke sredine, u obzir uzima i utjecaj tj. važnost faktora za koje se računa.

## Postupak
Primjerice, želimo procijeniti narudžbe za sljedeći mjesec na temelju narudžbi za protekla tri mjeseca. Znamo da će narudžba za sljedeći mjesec biti najsličnija narudžbi za prethodni, a najmanje za prvi od tri mjeseca koji uzimamo u obzir. Stoga, možemo odlučiti prethodnom mjesecu dati ponder (multiplikator) 0.5, onom prije njega 0.3, a onom prvom 0.2. (važno je da je zbroj 1.00)
Ako je narudžba za prvi mjesec bila 100 komada, za drugi 90, a za sadašnji 120, izračun bi izgledao ovako:
(100* 0.2) + (90 * 0.3) + (120 * 0.5) =  107
Po metodi ponderirane aritmetičke sredine s obzirom na zadnja tri mjeseca, naša procjena zamišljene narudžbe bi bila 107 komada za sljedeći mjesec.